# Grand Confort

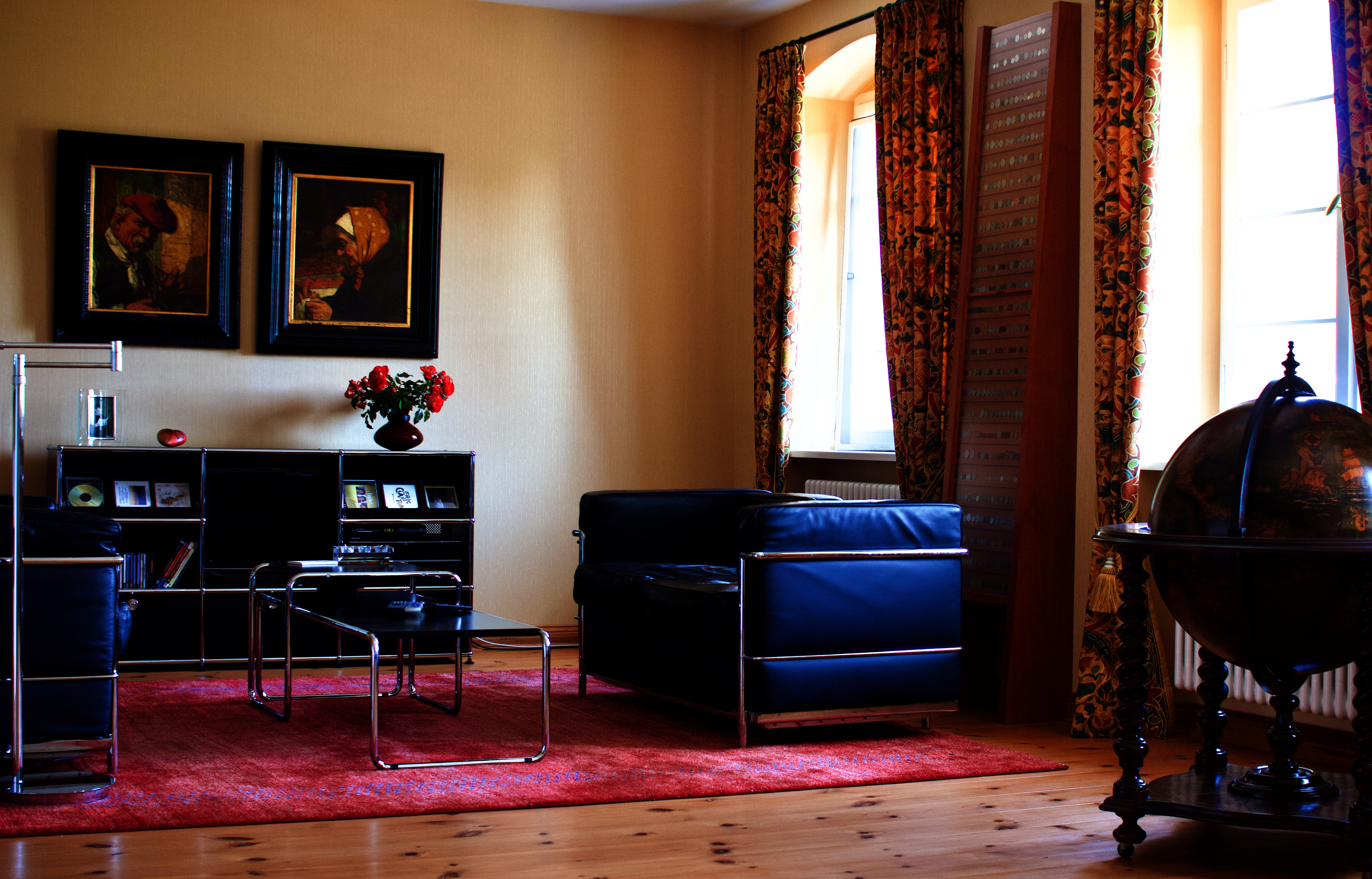
El Grand Confort LC-3 (en el centro y, parcialmente, a la izquierda)

El Grand Confort es un sillón alto en forma de cubo, cuyos cojines de cuero se sostienen en un corsé de acero cromado. Fue diseñado como una respuesta modernista al tradicional sillón club en 1928 por un equipo de tres: Le Corbusier; su primo y colega Pierre Jeanneret; y Charlotte Perriand. Le Corbusier se refirió al LC-2 y al LC-3 como Cusion Baskets. Se les conoce más coloquialmente como los petit confort y grand confort debido a sus respectivos tamaños.

## Series
Estas series de sillas Grand Confort se han vuelto más famosas:
- LC-1 - Originalmente titulada Basculant, Fauteuil Grand Confort
- LC-2 - Petit Modèle: Con una forma cercana a un cubo, es más estrecho pero tiene un asiento y un respaldo más altos. Es un modelo pequeño del Grand Confort.
- LC-3 - Fauteuil grand confort, grand modèle: Más ancho y más cerca del suelo, es el modelo más grande del Grand Confort.

## En la cultura popular
El LC-2 (y LC-3 similares) se han presentado en una variedad de medios, en particular, el anuncio «impresionado» de Maxell. En el evento de Apple de 2010, el entonces CEO Steve Jobs usó una silla clásica LC-3 mientras presentaba el iPad.
Son una colección permanente de diseño del Museo de Arte Moderno.
En Sherlock, la adaptación moderna de la BBC de Sherlock Holmes, Holmes se sienta en un LC-3, mientras que el Dr. Watson se sienta en una silla club tradicional.
En Spy × Family, el primer volumen muestra al personaje de Twilight sentado en un LC-2. El salón de la familia Forger también está decorado con diversas sillas y la LC-2.